# Pere Ferrer i Sastre
Pere Ferrer i Sastre (Barcelona, 1982) és un polític i ambientòleg català, qui fou director dels Mossos d'Esquadra des de l'1 d'octubre del 2019 fins al 26 d'agost de 2024.
Llicenciat en ciències ambientals per la UB (2001-2008), va ser cap de gabinet de la regidoria de mobilitat de l'Ajuntament de Barcelona amb Quim Forn. Després va estar diversos anys treballant al Departament d'Interior abans de ser director general. Des del 2015 va ser el cap de gabinet dels consellers d'Interior Jordi Jané, Joaquim Forn i des del 5 de juny del 2018 també de Miquel Buch.
Va ser nomenat màxim responsable de la Direcció General de la Policia dels Mossos en substitució d'Andreu Joan Martínez, que va presentar la dimissió el 25 de setembre del 2019 després d'un any i tres mesos al càrrec. El relleu es va fer públic el 30 de setembre del 2019 i va ser oficial el 4 d'octubre del 2019. En el moment del nomenament Buch li va atribuir haver aconseguit la convocatòria de noves places de mossos i l'entrada del cos al Citco.